# Infante Dom Henrique, o Navegador
O Infante Dom Henrique de Avis, 1.º duque de Viseu e 1.º senhor da Covilhã (Porto, 4 de março de 1394 – Sagres, 13 de novembro de 1460), foi um infante português e a mais importante figura do início da era das descobertas, popularmente conhecido como Infante de Sagres ou O Navegador.
Os seus restos mortais encontram-se sepultados no Mosteiro da Batalha.

## Vida
Infante D. Henrique nasceu numa quarta-feira de cinzas na cidade do Porto, Portugal, no dia então considerado pouco propício ao nascimento de uma criança. Era o quinto filho de João I de Portugal, fundador da Dinastia de Avis, e de Dona Filipa de Lencastre.
Foi batizado alguns dias depois do seu nascimento, tendo sido o seu padrinho o bispo de Viseu. Os seus pais deram-lhe o nome Henrique possivelmente em honra do seu tio materno, o duque Henrique de Lencastre (futuro Henrique IV de Inglaterra).
Pouco se sabe sobre a vida do infante até aos seus catorze anos. Tanto ele como os seus irmãos (a chamada Ínclita geração) tiveram como aio um cavaleiro da Ordem de Avis.
Foi o principal impulsionador da expansão portuguesa, os chamados descobrimentos portugueses.
Em 1414, convenceu seu pai a montar a campanha para a conquista de Ceuta, na costa norte-africana junto ao estreito de Gibraltar. A cidade foi conquistada em agosto de 1415, assegurando ao reino de Portugal o controle das rotas marítimas de comércio entre o Atlântico e o Levante. Na ocasião foi armado cavaleiro e recebeu os títulos de Senhor da Covilhã e duque de Viseu.
Foi também administrador da Ordem de Cristo.
Após a conquista de Ceuta, retirou-se para Lagos, onde dirigiu expedições ao Atlântico. Rodeou-se de sábios e navegadores portugueses, maiorquinos, genoveses e venezianos.
Durante a sua vida foram redescobertas as ilhas do Atlântico, já conhecidas em mapas do século XIV: os arquipélagos da Madeira e dos Açores. O povoamento e exploração das ilhas ficou a seu cargo.
Após a morte do irmão, o rei Duarte, tornou-se regente o irmão infante D. Pedro, sendo o sobrinho Afonso V, menor. Um conflito entre o rei Afonso V e o seu tio, o infante D. Pedro, levou à batalha de Alfarrobeira, em que o infante foi morto. O infante D. Henrique colocou-se ao lado do rei, seu sobrinho, contra o seu próprio irmão.

## Expansão territorial
Durante o reinado de seu pai iniciou-se a expansão para África e para o Atlântico. Henrique teve um papel importante nesta fase. As explorações continuaram durante os reinados seguintes e a regência do infante Pedro.

### Conquista de Ceuta
O infante e os seus irmãos quiseram ser armados cavaleiros depois duma batalha e não em torneio. Foi proposta a tomada da cidade de Ceuta, no norte de África. A sua conquista também era uma forma do rei ganhar prestígio, conquistando uma cidade muçulmana, pois estes eram vistos como inimigos dos cristãos.
Uma enorme armada partiu em 23 de julho de 1415. A tomada deu-se a 21 de agosto. A 18 de fevereiro de 1416 foi encarregado do governo de Ceuta. Cabia-lhe organizar, no reino, a manutenção daquela praça-forte em Marrocos.
Em 1418, regressou a Ceuta na companhia de D. João, seu irmão mais novo. Os infantes comandavam uma expedição de socorro à cidade, que sofreu nesse ano o primeiro grande cerco, imposto conjuntamente pelas forças dos reis de Fez e de Granada. O cerco foi levantado e D. Henrique tentou de imediato atacar Gibraltar, mas o mau tempo impediu-o de desembarcar: manifestava-se assim uma vez mais a temeridade e fervor anti-muçulmano do Infante. Ao regressar a Ceuta recebeu ordens de seu pai para não prosseguir tal empreendimento, pelo que retornou para o reino nos primeiros meses de 1419. Aprestou por esta época uma armada de corso, que atuava no estreito de Gibraltar a partir de Ceuta. Dispunha assim de mais uma fonte de rendimentos e desse modo, muitos dos seus homens habituaram-se à vida no mar. Mais tarde, alguns deles seriam utilizados nas viagens dos Descobrimentos.

### Expansão marítima

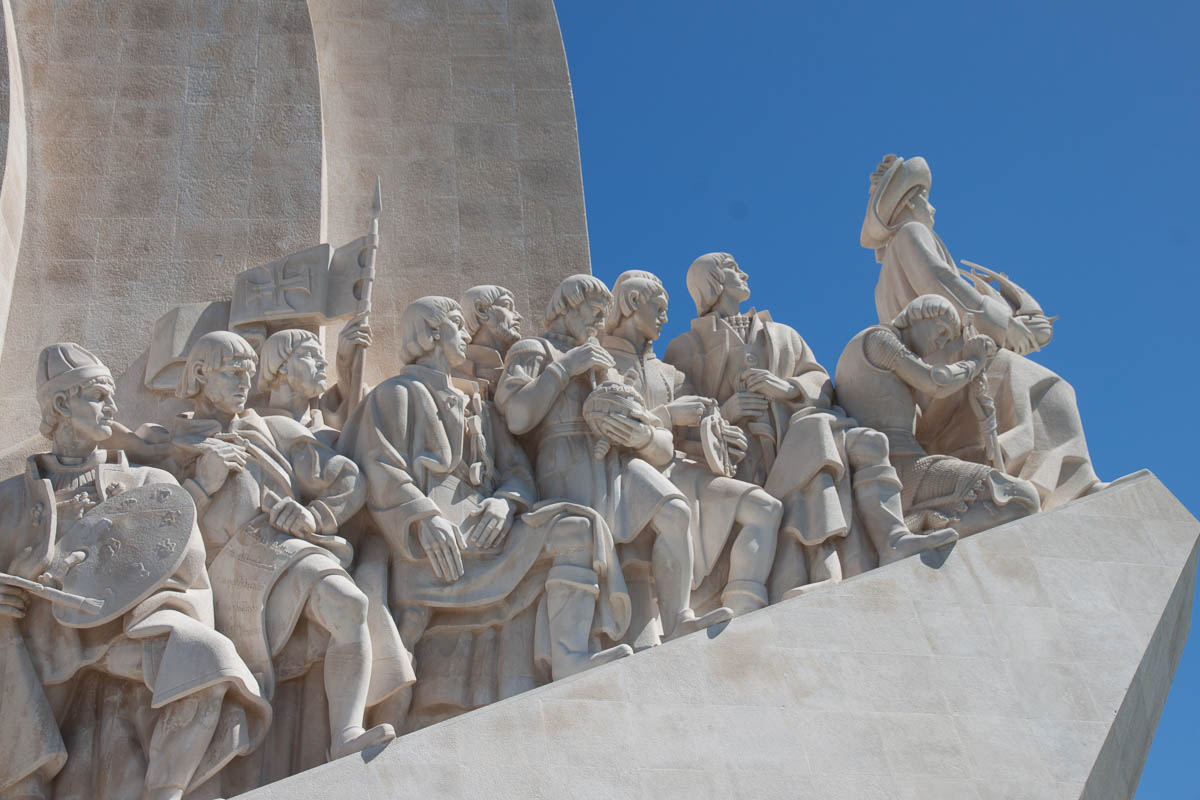
Monumento aos Descobrimentos, em Lisboa, frente ao Tejo

Em Lagos, no Algarve, o infante fixou a sua residência. Várias expedições foram feitas por sua iniciativa ou com a sua permissão. Em 1418 dois dos seus escudeiros, João Gonçalves Zarco e Tristão Vaz Teixeira, fazem o reconhecimento da ilha do Porto Santo, no arquipélago da Madeira e, no ano seguinte, da ilha da Madeira. Estas ilhas já estão assinaladas em portulanos e textos desde o século anterior. As ilhas revelaram-se de grande importância, vindo a produzir grandes quantidades de cereais, minimizando a escassez que afligia Portugal. O arquipélago foi doado a D. Henrique por Duarte I de Portugal, sucessor de D. João I, em 1433.

A cruz de Cristo foi usada nas velas durante as viagens de exploração

Em 25 de maio de 1420, D. Henrique foi nomeado Governador da Ordem de Cristo, cargo que deteve até ao fim da vida. No que concerne ao seu interesse na exploração do oceano Atlântico, o cargo e os recursos da ordem foram decisivos ao longo da década de 1440. Desde que ficou com a tutela da Ordem, as velas passaram a usar a cruz de Cristo.

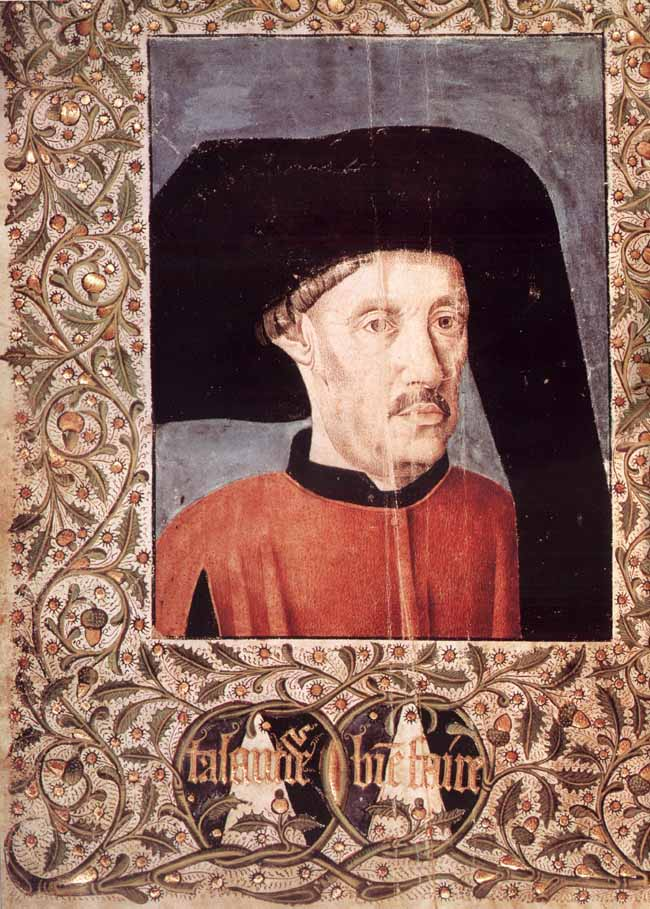
Capa das Crónicas dos Feitos de Guiné (Paris codex), com a frase "talent de bien faire ("vontade de bem fazer"), a divisa do Infante D. Henrique. O retratado, de acordo com a mais recente historiografia da arte, é o rei D. Duarte I, seu irmão. Esta gravura é atribuída ao D. Henrique erradamente já que as análises apontam que a página onde se insere não pertence ao manuscrito.Uma investigação de 2018, em Paris, identifica este retrato como Infante D. Pedro, alterando o significado global dos Painéis de S. Vicente

Em 1427, os seus navegadores descobriram as primeiras ilhas dos Açores, por Diogo de Silves. Outra data aponta para 1431, por Gonçalo Velho. Também estas ilhas desabitadas foram depois povoadas pelos portugueses.
Mapas do século XIV apontam a existência de ilhas nas coordenadas dos Açores.

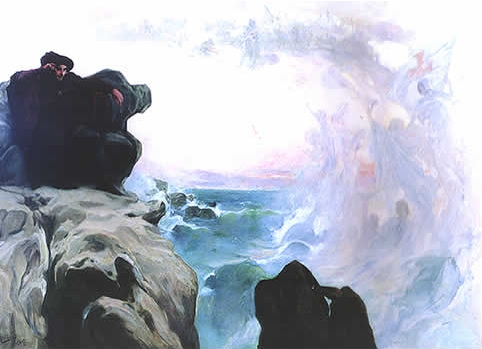
O sonho do Infante, por José Malhoa

Até à época do Infante D. Henrique, o cabo Bojador era para os europeus o ponto conhecido mais meridional na costa de África. Gil Eanes, que comandou uma das expedições, foi o primeiro a ultrapassá-lo em 1434, eliminando os medos então vigentes quanto ao desconhecido que para lá do cabo se encontraria.
Aquando da morte de D. João I, D. Duarte, irmão de D. Henrique, subiu ao trono. O rei entregou ao irmão um quinto de todos os proveitos comerciais com as zonas descobertas bem como o direito de explorar além do cabo Bojador.
O reinado de D. Duarte durou apenas cinco anos, após o qual, D. Henrique apoiou o seu irmão D. Pedro na regência como "braço-direito", sendo seu lugar-tenente durante a menoridade do sobrinho D. Afonso V, recebendo em troca a confirmação do seu privilégio. Procedeu também, durante a regência, ao povoamento dos Açores.
Com um novo tipo de embarcação, a caravela, as expedições adquiriram um grande impulso. O cabo Branco foi atingido em 1441 por Nuno Tristão e Antão Gonçalves. A Baía de Arguim em 1443, com consequente construção de uma feitoria em 1448.

Foi também em 1441 que foram trazidos os primeiros escravos e criado um entreposto comercial no cabo Branco. Dinis Dias chegou ao rio Senegal e dobrou o Cabo Verde em 1444. A Guiné foi visitada. Assim, os limites a sul do grande deserto do Saara foram ultrapassados. A partir daí, D. Henrique cumpriu um dos seus objectivos: desviar as rotas do comércio do Saara e aceder às riquezas na África Meridional. Em 1452 a chegada de ouro era em suficiente quantidade para que se cunhassem os primeiros cruzados nesse metal.

Brasão de armas de D. Henrique

Entre 1444 e 1446, cerca de quarenta embarcações partiram de Lagos. Na década de 1450 descobriu-se o arquipélago de Cabo Verde. Data dessa época a encomenda de um mapa-múndi do Velho Mundo a Fra Mauro, um monge veneziano.
Em 1460, a costa estava já explorada até ao que é hoje a Serra Leoa.
Entretanto, D. Henrique estava também ocupado com assuntos internos do Reino. Julga-se ter patrocinado a criação, na Universidade de Coimbra, de uma cátedra de astronomia e filosofia.
Um dos motivos para a exploração marítima era encontrar o reino do Preste João. Desejava-se obter uma aliança com esse reino cristão para atacar os muçulmanos pelas costas.

### Desastre de Tânger
Foi um dos principais organizadores da conquista de Tânger em 1437, que se revelou fracasso enorme, já que o seu irmão mais novo, D. Fernando (o Infante Santo) ficou refém em Marrocos, até à sua morte em 1443, como garantia da devolução de Ceuta que nunca veio a acontecer. A sua reputação militar sofreu um revés e os seus últimos anos de vida foram dedicados à política e à exploração.

## Legado
Durante a sua vida foram redescobertos arquipélagos da Madeira e dos Açores. Foi feita a sua colonização e exploração económica.
A passagem do cabo Bojador, em 1434 por Gil Eanes, foi outro acontecimento importante.
Ainda durante a sua vida chegou-se ao arquipélago de Cabo Verde, em 1455 por Cadamosto.

## Genealogia

### Descendência
O Infante morreu solteiro, sem alguma vez ter tido mulher ou filhos. Deixou como seu principal herdeiro o seu sobrinho (e filho adoptivo), em bens, cargos e títulos, o segundo filho de seu irmão o rei D. Duarte já falecido, o Infante D. Fernando, duque de Beja, e que a partir dessa altura passa a ser Duque de Viseu tal como ele e a dirigir os Descobrimentos portugueses para o Reino de Portugal tal como o seu tio.